# Xian autonome hui de Zhangjiachuan
Le xian autonome hui de Zhangjiachuan (张家川回族自治县 ; pinyin : Zhāngjiāchuān huízú Zìzhìxiàn) est un district administratif de la province du Gansu en Chine. Il est placé sous la juridiction de la ville-préfecture de Tianshui.

## Démographie
La population du district était de 299 277 habitants en 1999.